# Per-Erik Nisser

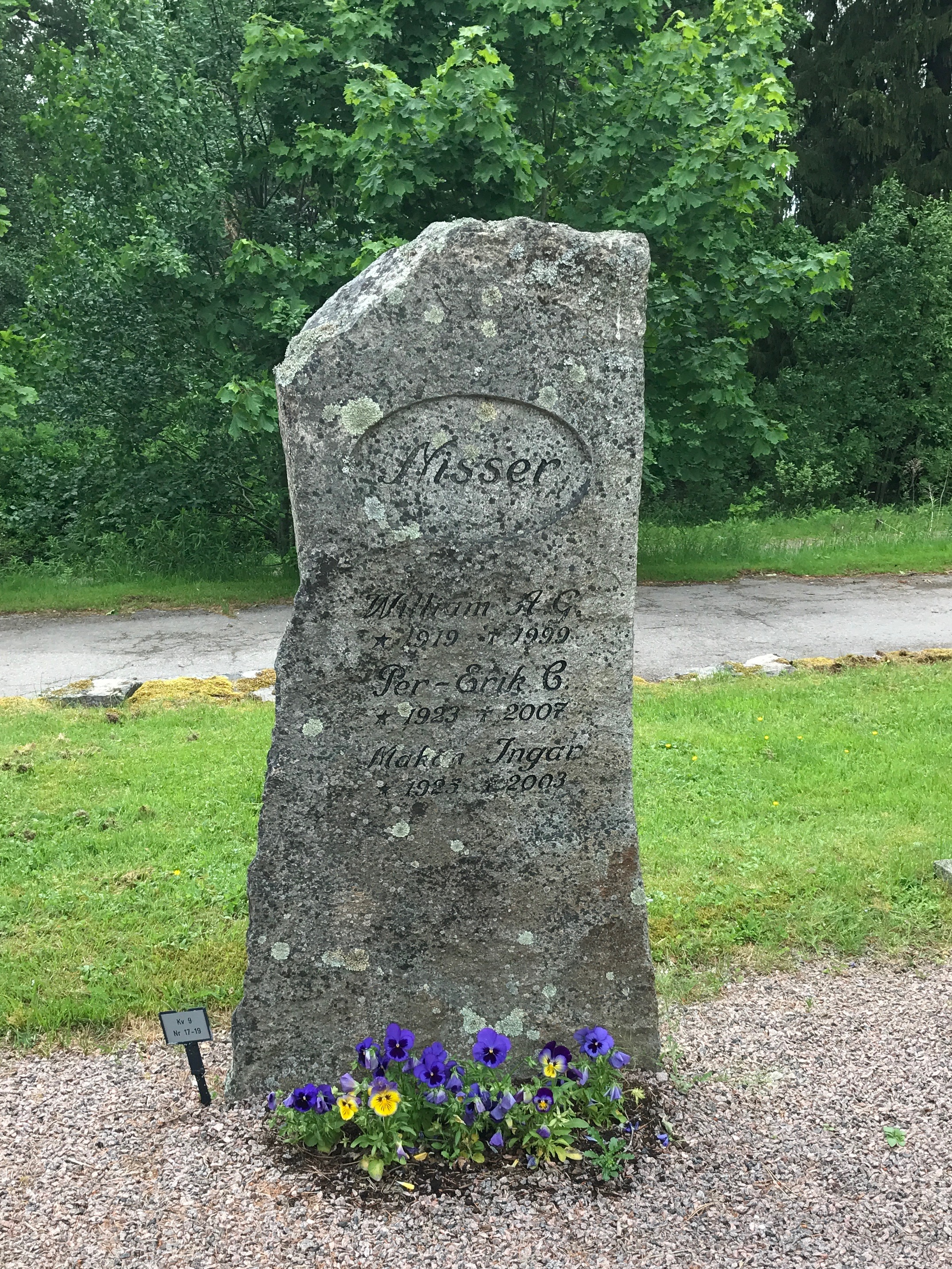
Per-Erik Nissers och brodern Peter Nissers grav på Alsters kyrkogård.

Per-Erik Conrad Nisser, född 23 mars 1923 i Alsters församling i Värmlands län, död 7 januari 2007 i Alster-Nyedsbygdens församling i Värmlands län, var en svensk lantmästare och politiker. Han var riksdagsledamot 1971–1979.

## Biografi
Efter studentexamen 1942, reservofficersexamen vid Karlberg 1944 och lantmästarexamen vid Alnarp 1948 var Per-Erik Nisser verksam som lantbrukare i Alstrum, Alster. Som politiker var han ledamot i  kommunalfullmäktige i Nyeds landskommun 1952–1970, ledamot i kommunalnämnden 1956–1970 och ledamot av Värmlands läns landsting 1971–1973. Han var också kyrkopolitiskt aktiv bland annat som ledamot av Alsters–Nyeds–Älvsbacka gemensamma kyrkofullmäktige, ledamot av Alsters kyrkoråd och kyrkvärd i Alsters kyrka.
Per-Erik Nisser var riksdagsledamot 1971–1979 (för Värmlands län). I riksdagen var han suppleant i socialutskottet 1971–1976, suppleant i kulturutskottet 1972–1976 och ledamot i civilutskottet 1976–1979.
Per-Erik Nisser var son till civilingenjören och godsägaren Ernst Conrad Nisser och Margret Friberger. Hans farfar var direktören och riksdagsmannen Ernst Nisser. Han var yngre bror till författaren Peter Nisser och far till politikern Per-Samuel Nisser.